# La Coromina (Torelló)
La Coromina és un monument del municipi de Torelló (Osona) inclòs en l'Inventari del Patrimoni Arquitectònic Català.

## Descripció
Masia de planta rectangular coberta a dues vessants amb la façana orientada a migdia, la qual té un portal rectangular. Consta de planta baixa, dos pisos i golfes. A la part dreta i formant angle recte amb aquest cos, s'hi adossa un cos de galeries sostingudes per pilars i formant arcs rebaixats a nivell de primer pis. Aquest cos s'hi annexiona una torre de secció quadrada que consta de planta baixa i tres pisos. A la part superior de la qual s'hi descriuen merlets esglaonats, mentre a la part baixa el portal és d'arc rebaixat i és el lloc d'accés dels propietaris. Damunt el portal hi ha una terrassa. La casa és construïda amb pedra i totxo i decorada amb ornaments d'estuc. L'estat de conservació és bo. Es troba envoltada per jardins i hi ha dues cases: una pels propietaris i l'altre pels masovers.

## Història
Segons l'historiador local, Fortià Solà, una referència del 15 de maig de 1206 parla de la casa Coromina, essent, per tant, anterior a aquesta data. Bernat Vila, la seva muller i altres venen un hortet i un casal, que tenen sota llurs cases de les Coromines, per cinc sous a Pere Ferrer de Vinyoles. Trobem també esmentada la Coromina en el fogatge de 1553 de la parròquia de Sant Feliu, la qual era habitada per un tal Pere Colom. Aquesta casa fou la pairal de l'arquitecte Josep Maria Pericas, nascut l'any 1881.